# Plancher cloué

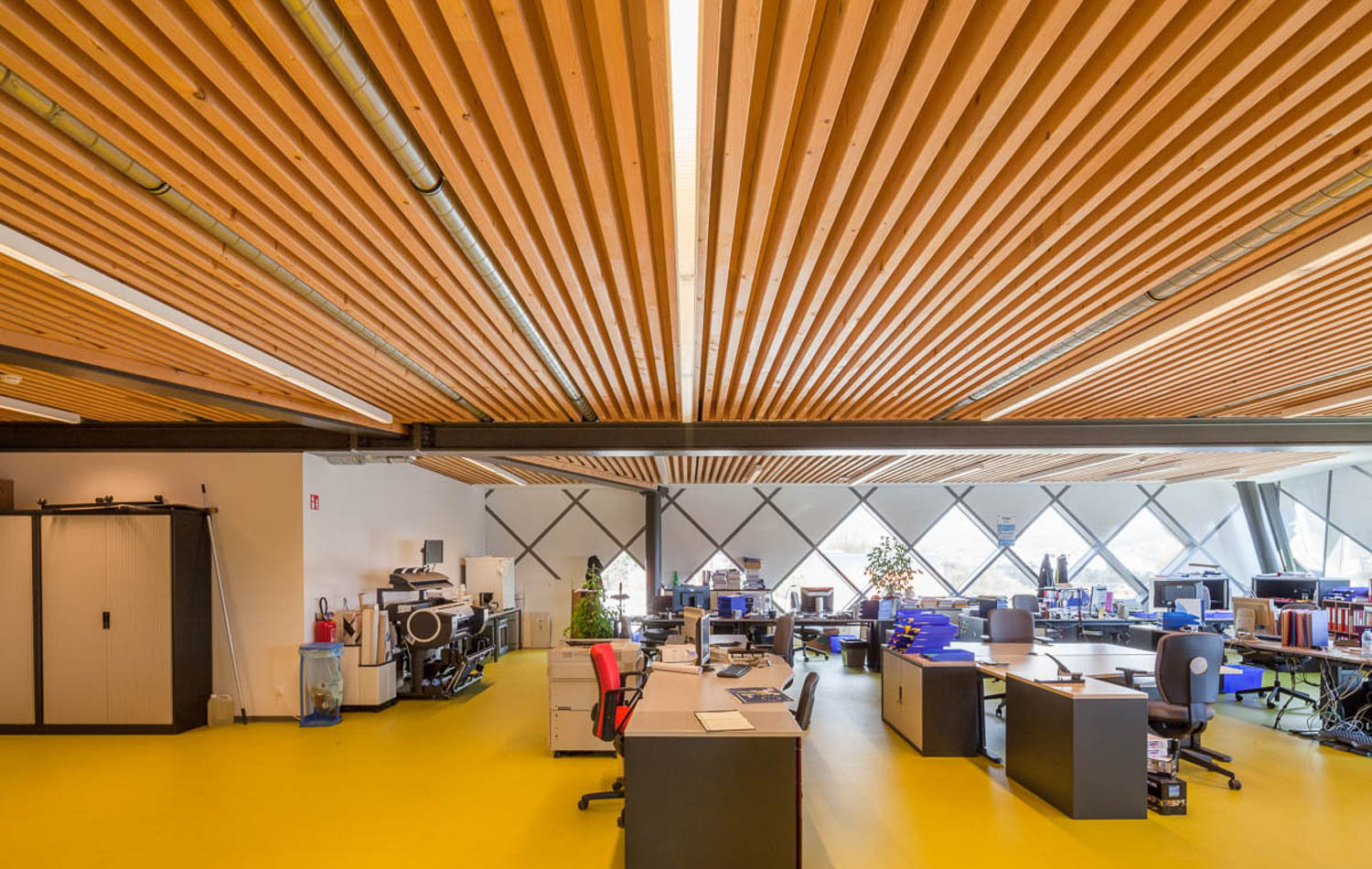
Plancher cloué avec système de dalle O'Portune avec des lames clouées et décalées entre elles.

Un plancher cloué, est un plancher en bois constitué de planches posées sur champ et clouées les unes contre les autres. Ce  type de plancher est autoportant, il est isolant phonique et résistant au feu car il est très épais (au minimum de 16 cm d'épaisseur) et ne renferme pas d'air.
Le plancher cloué présente un bon aspect esthétique sur l'une ou ses 2 faces et peut être gardé apparent.
Afin d'améliorer sa rigidité, il est possible de décaler les planches une sur deux, de quelques centimètres, ce qui augmente par conséquent l'épaisseur du plancher.
Le plancher cloué peut recevoir une chape béton sur sa partie supérieure, ainsi qu'un plancher chauffant. Dans ce cas, le bois (partie inférieure) travaille en tension, et le béton en compression ; et donc les deux matériaux travaillent selon les contraintes mécaniques pour lesquelles ils offrent les meilleurs caractéristiques.
Les planchers cloués ne nécessitent pas des bois de 1re qualité (pin/épicéa). La présence de nœuds n'est pas gênante. Les clous doivent faire au moins 2 fois l'épaisseur d'une planche et doivent être disposés régulièrement sur la longueur en partie haute et basse. On veillera à inverser les planches (côté cœur/aubier) une sur deux, pour limiter le travail du bois. Les planches peuvent être préassemblées en atelier pour gagner du temps.